# Мануфактура Обюссон

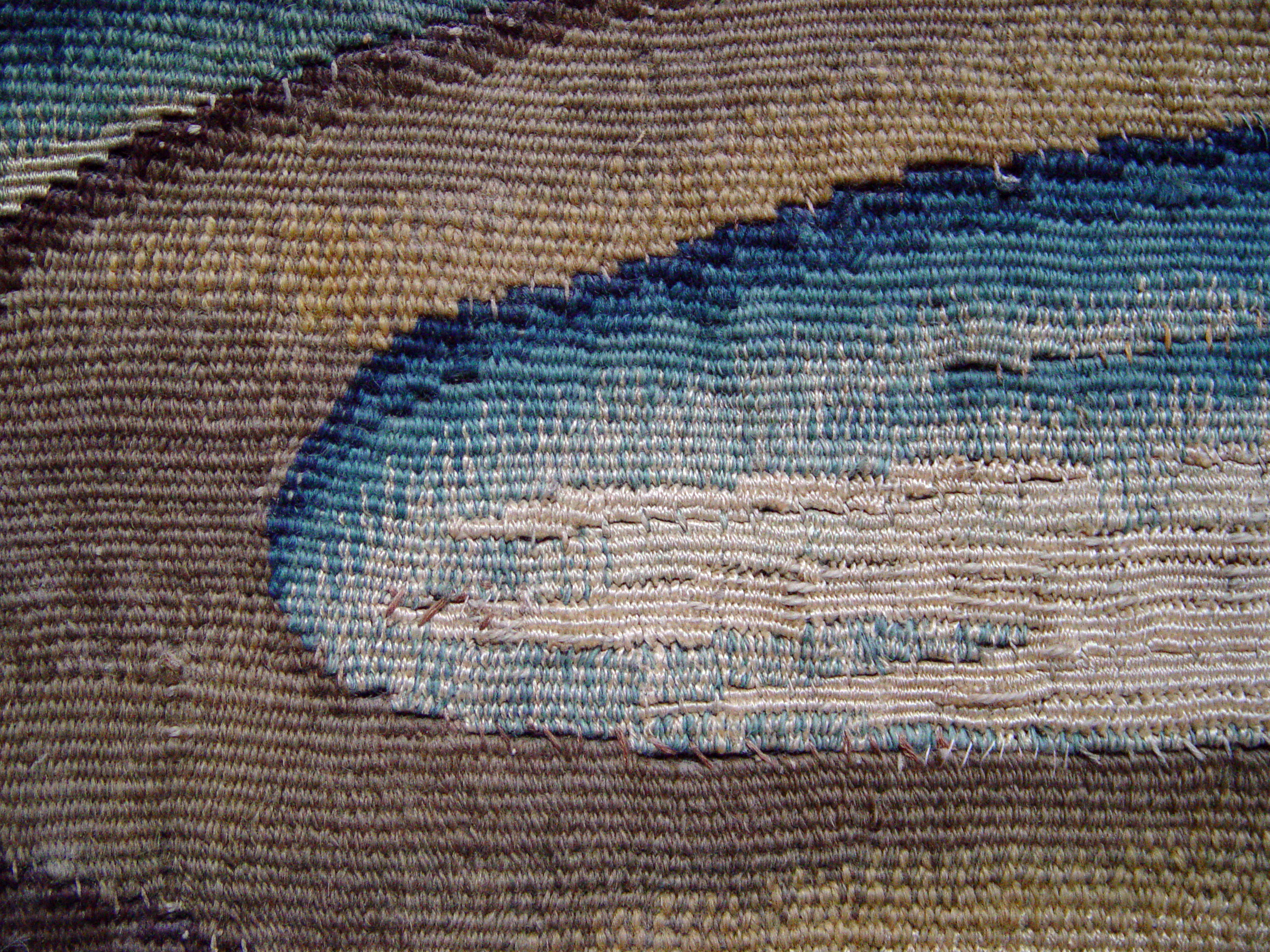
Деталь гобелена Naissance de Marie Aubusson у монастирі церкви Св. Трофима, Арль

Гобелен Обюссон (фр. Tapisserie d'Aubusson) — гобелен, виготовлений в Обюссоні, у верхній долині Крез у центральній Франції. Термін часто охоплює подібні продукти, вироблені в сусідньому місті Фельтен, продукцію якого часто називають «Aubusson». Промисловість, ймовірно, розвинулась невдовзі після 1300 року з ткацькими верстатами в сімейних майстернях, можливо, вже керованими фламандцями, про яких згадується в документах 16 століття.
Обюссонський гобелен 18 століття зумів конкурувати з королівським виробництвом гобеленів і привілейованим становищем гобеленів Бове, хоча в цілому вважався їм не рівним.
У 2009 році «Гобелен Обюссона» був внесений до Репрезентативного списку нематеріальної культурної спадщини людства ЮНЕСКО. На той час галузь підтримувала три майстерні та близько десяти незалежних ткачів.

## Історія
Феллетін визначено як джерело гобеленів Обюссона в описі Шарлотти Альбретської, герцогині Валентинуа та вдови Чезаре Борджіа(1514). Майстерні отримали королівську хартію в 1665 році, але набули права наприкінці 18 століття з проектами Франсуа Буше, Жана-Батіста Удрі та Жана-Батіста Юе, багато з яких були присвячені пастирським рококо. Як правило, гобелени Aubusson залежали від гравюр як джерела дизайну або масштабних малюнків, за якими працювали ткачі гобеленів з низькою основою. Як і у фламандських і паризьких гобеленах того ж часу, фігури були встановлені на традиційному тлі зелені, стилізованого листя та віньєток рослин, на яких сідають птахи і з яких виходять проблиски веж і міст.
У 19 столітті репродукції предметів попереднього століття, меблеві чохли, а також килими з квітковими гобеленами підтримували життєздатність галузі, і місто взяло на себе більшу частину відродження гобеленів після Другої світової війни. Насправді провідний дизайнер Жан Люрса переїхав туди у вересні 1939 року разом з Марселем Громером і П'єром Дюбрейлем.
«Букет» (1951) Марка Сен-Санса є одним з найкращих і найбільш репрезентативних французьких гобеленів 50-х років. Це данина пристрасті Сен-Санса до сцен природи та сільського життя.

Музей Cité internationale de la tapisserie в Обюссоні, який відкрився у 2016 році, має велику колекцію гобеленів Aubusson.

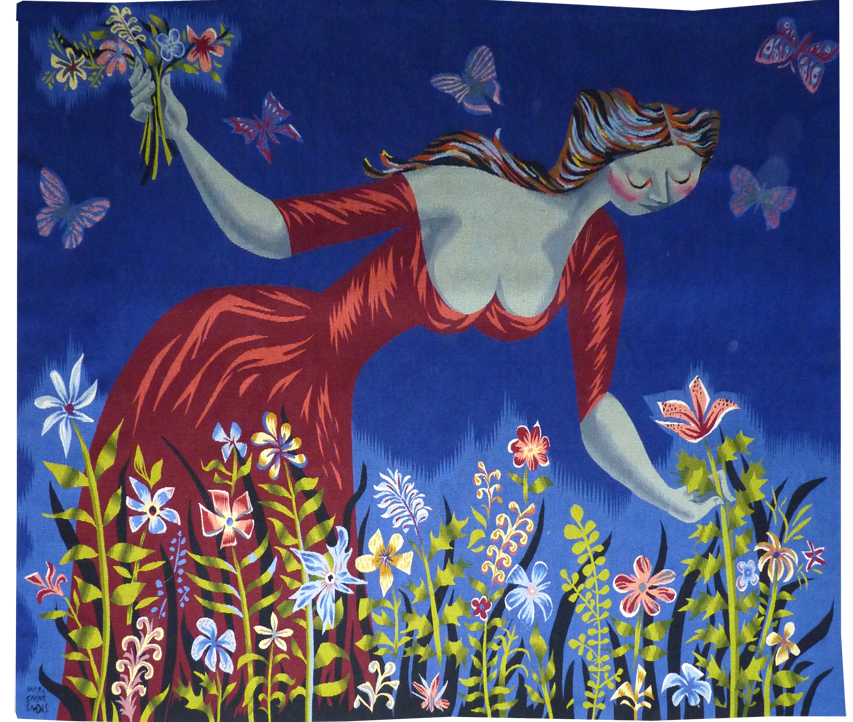
Le Bouquet, Марк Сен-Санс, 1951 р.

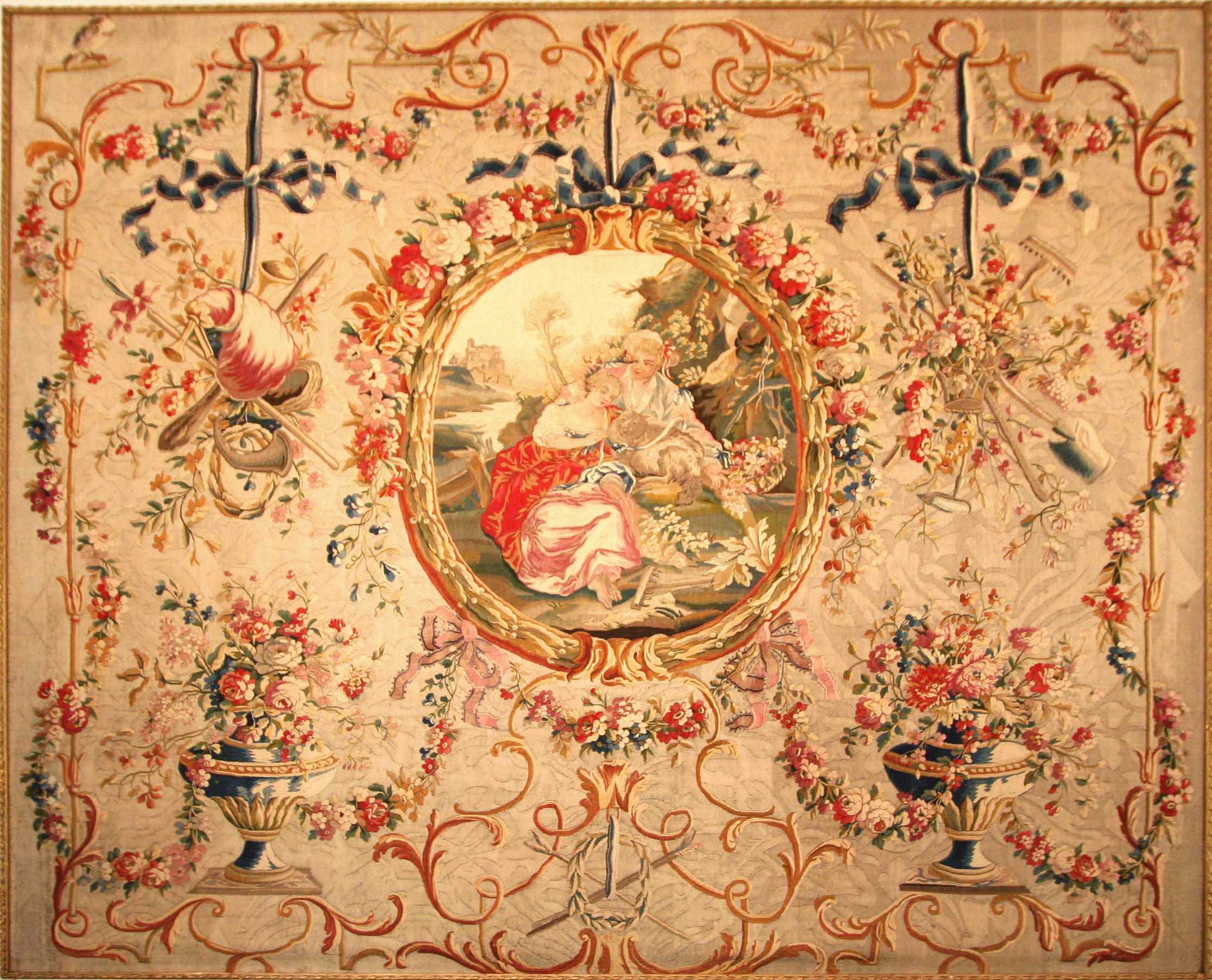
Гобелен Обюссона за Жаном Батистом Юе, бл. 1786 р.
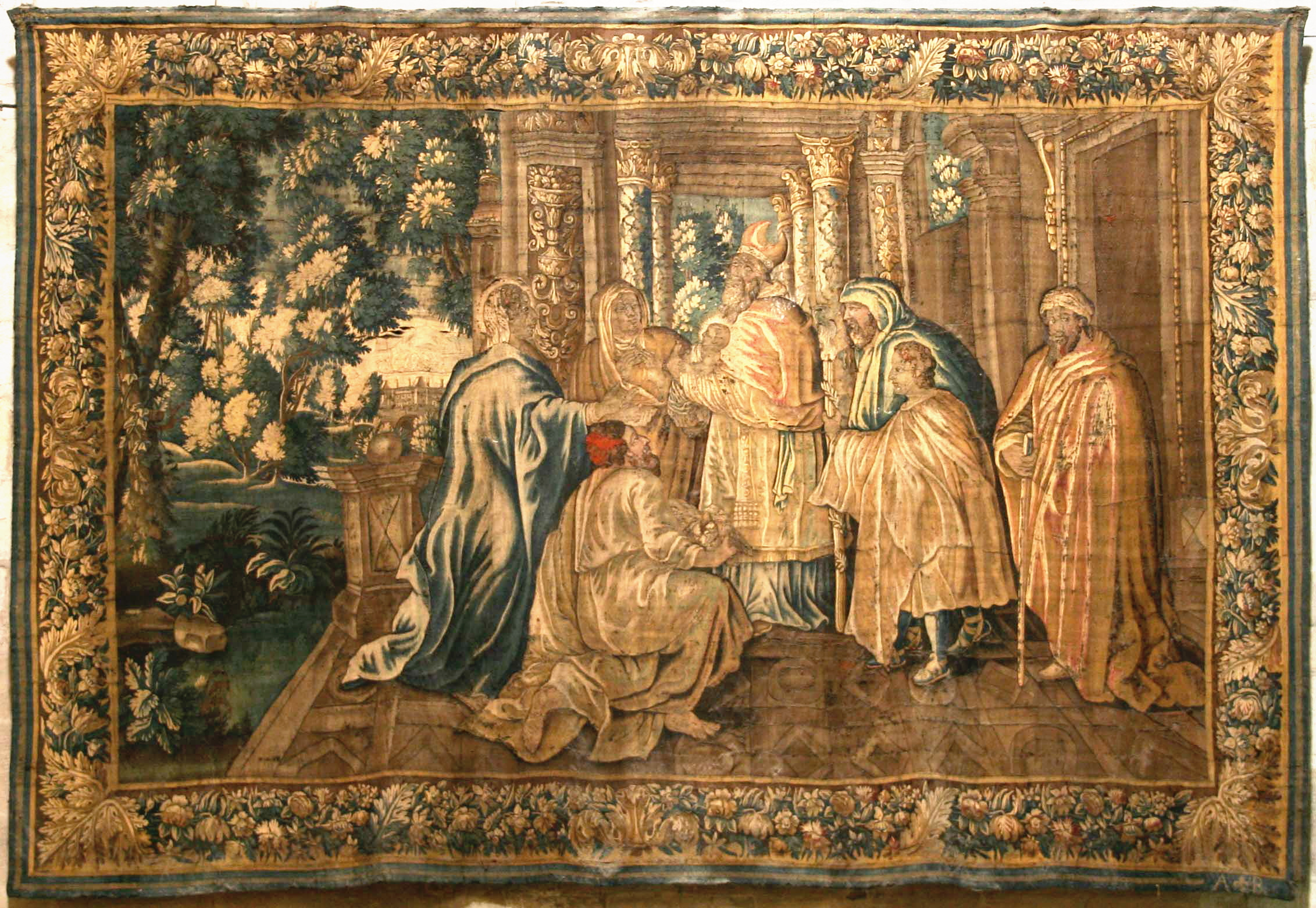
Гобелен Aubusson з Арля
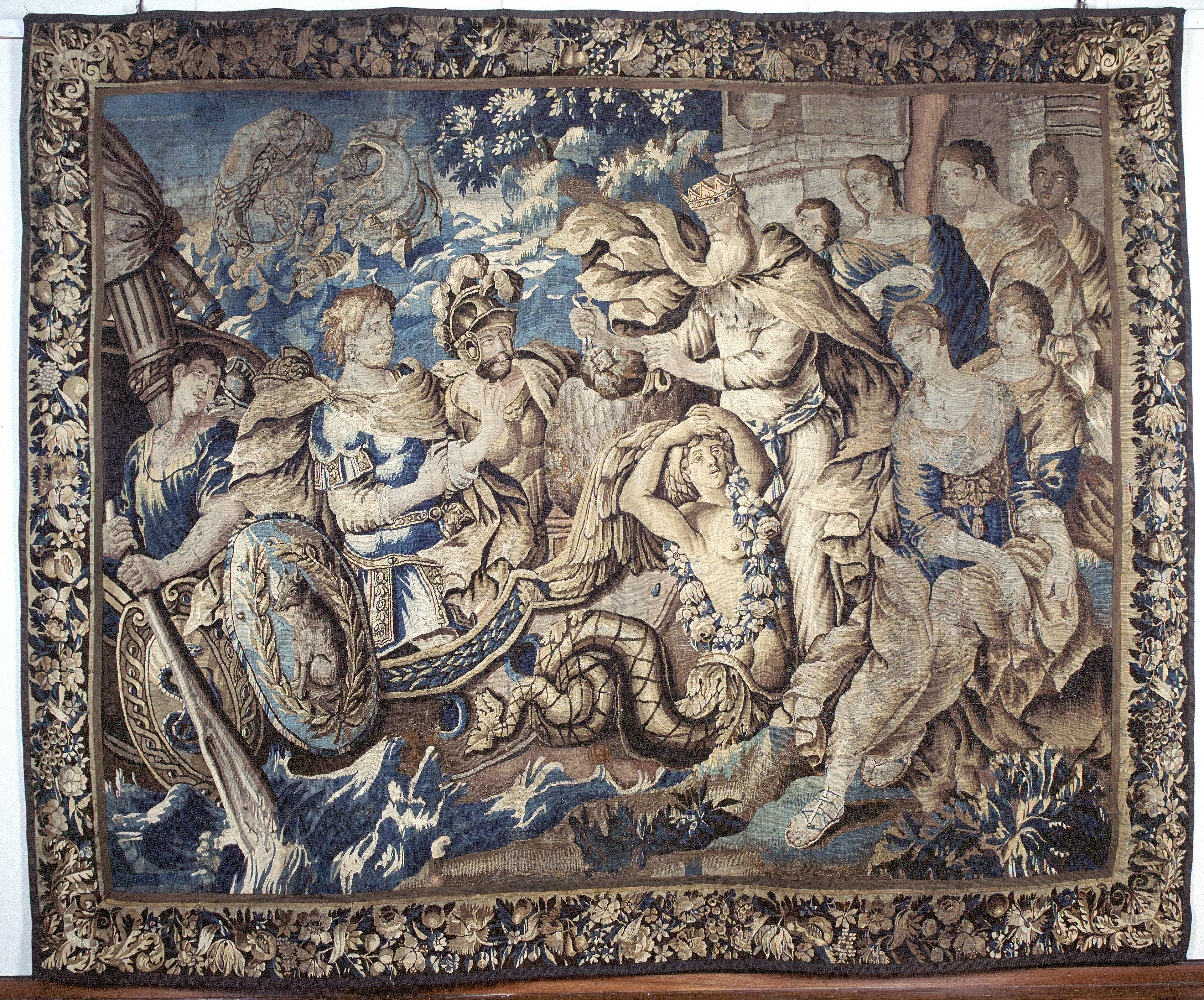
Гобелен Aubusson; дизайн Ісаака Муайона у Cité internationale de la tapisserie[fr], Обюссон